# Assamalla
Assamalla är en ort i Estland. Den ligger i Tamsalu kommun och landskapet Lääne-Virumaa, i den centrala delen av landet, 90 km öster om huvudstaden Tallinn. Assamalla ligger 120 meter över havet och antalet invånare är 136.
Terrängen runt Assamalla är platt. Runt Assamalla är det glesbefolkat, med 15 invånare per kvadratkilometer. Närmaste större samhälle är Rakvere, 14,2 km norr om Assamalla. Omgivningarna runt Assamalla är en mosaik av jordbruksmark och naturlig växtlighet.